# Le Soupçon (roman)
Pour les articles homonymes, voir Le Soupçon.
Le Soupçon (titre original : Der Verdacht) est un roman policier de l'écrivain suisse Friedrich Dürrenmatt, publié en 1952.

## Résumé
Le personnage principal est un certain Hans Bärlach, commissaire en fin de carrière, il souffre d'un cancer. Dès le début, on le découvre hospitalisé à la suite d'une opération. Son docteur et ami, Samuel Hungertobel, lui rend visite régulièrement. Jusqu'au jour où ledit docteur, voyant le magazine (Life) que feuilletait Bärlach, croit reconnaître quelqu'un de sa connaissance sur l'unique photo connue d'un certain docteur Nehle, ce dernier avait accompli d'atroces expériences, principalement des opérations sans anesthésie, sur des juifs dans les camps de concentration durant la Seconde Guerre mondiale. Toutefois, cet homme est censé s'être suicidé en 1945.
Hungertobel croit donc voir une ressemblance avec l'un de ses collègues, un certain docteur Emmenberger, qui aurait — quant à lui — passé la guerre au Chili. Hans Bärlach suspecte immédiatement Emmenberger et élabore une théorie selon laquelle ils auraient échangé leurs identités et que celui qui s'est suicidé ne serait donc pas celui que l'on croit. Après enquête, Bärlach parvient à renforcer sa théorie et découvre que ce docteur travaillerait aujourd'hui, comme si de rien n'était, dans une clinique privée près de Zürich. Le soupçon est là et Bärlach décide de se faire admettre dans cette clinique dans le but de confondre Emmenberger...

## Autour du roman
On peut considérer Le Soupçon comme étant, pour ainsi dire, la suite de Le juge et son bourreau (Der Richter und sein Henker, 1950), en cela que Friedrich Dürrenmatt reprend le même personnage principal et que comme dans le précédent livre, Bärlach se montrera encore une fois prêt à tout pour pouvoir arrêter le criminel, y compris enfreindre la Loi. La méthode classique, rationnelle, ne fonctionnera par contre pas dans cette affaire : Bärlach devra surmonter tout cela et s'investir véritablement, quitte à en mourir...
Contrairement aux romans du genre plus classiques, le sujet principal n'en est pas la poursuite d'un criminel, mais plutôt la justice entre les hommes qui, dans un monde aussi cruel, peut paraître impossible.